# Rigyác
Rigyác è un comune dell'Ungheria di 527 abitanti (dati 2001). È situato nella contea di Zala.